# Thrissur Puram

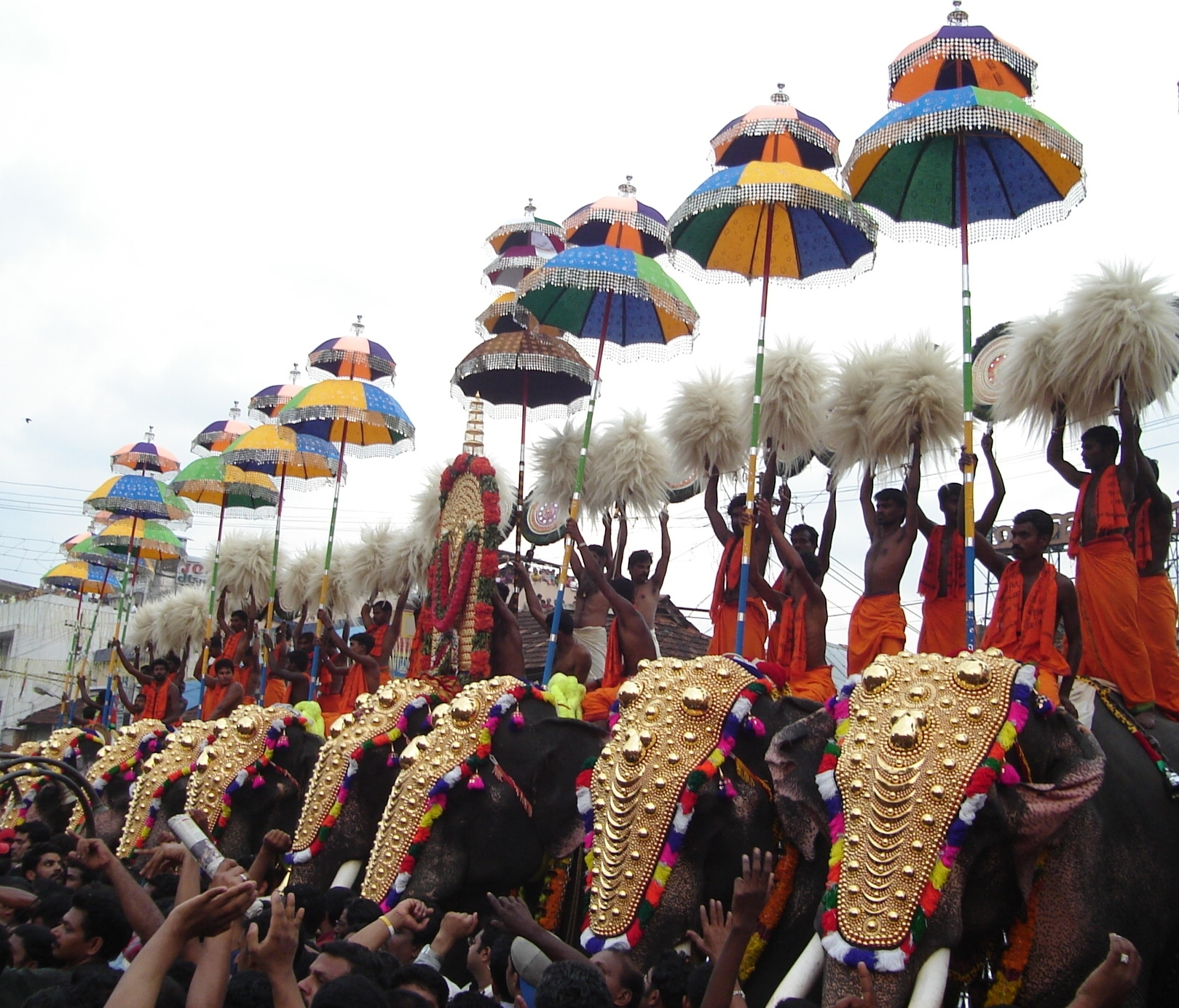
Goldgeschmückte Elefanten beim Thrissur Puram

Thrissur Puram (auch: Thrissur Pooram; Malayalam തൃശ്ശൂർ പൂരം IAST tṛśśūr pūram) ist ein hinduistisches Tempelfest, welches in dem Vadakkumnathan Tempel in Thrissur, Kerala, Indien stattfindet, und für seine glamouröse Parade von Tempelelefanten berühmt ist.
Es findet jedes Jahr im Monat Medam (April/Mai) statt und dauert 36 Stunden.

## Belege
1. ↑  J. Gordon Melton: Religious Celebrations: An Encyclopedia of Holidays, Festivals, Solemn Observances, and Spiritual Commemorations [2 volumes]: An Encyclopedia of Holidays, Festivals, Solemn Observances, and Spiritual Commemorations. ABC-CLIO, 2011, ISBN 978-1-59884-206-7 (google.de [abgerufen am 24. November 2020]).